# East Millstone
East Millstone es un lugar designado por el censo ubicado en el condado de Somerset en el estado estadounidense de Nueva Jersey. En el año 2010 tenía una población de 579 habitantes.

## Geografía
East Millstone se encuentra ubicado en las coordenadas 40°30′05″N 74°34′51″O / 40.50139, -74.58083.